# Muscat blanc à petits grains
 (juin 2017).
Le muscat blanc à petits grains est un cépage grec blanc.

## Origine et répartition géographique
Ce cépage de cuve est d'origine grecque. Il est cultivé dans la plupart des pays viticoles de la Méditerranée depuis l'antiquité.
Les plantations les plus importantes connues sont en :
- Italie avec une superficie plantée de 13 500 hectares. Il est classé cépage d'appoint en DOC Alto Adige, Asti spumante, Castel San Lorenzo, Colli di Parma, Colli Etruschi Viterbesi, Colli Piacentini, Controguerra, Friuli Isonzo, Golfo del Tigullio, Loazzolo, Molise, Moscadello di Montalcino, Moscato di Cagliari, Moscato di Noto, Moscato di Sardegna, Moscato di Siracusa, Moscato di Sorso-Sennori, Moscato di Trani, Oltrepò pavese, Piemonte, Sannio, Trentino et Vallée d'Aoste
- France avec une superficie plantée de 6 933 hectares. Le muscat blanc y est principalement cultivé pour la production de vins doux naturels : Muscat de Beaumes-de-Venise, Muscat de Frontignan, Muscat de Lunel, Muscat de Mireval, Muscat de Saint-Jean-de-Minervois, Muscat de Rivesaltes et Muscat du Cap-Corse. Outre le Muscat d'Alsace qui est un vin sec ou moelleux, il participe à l'élaboration de la Clairette-de-die.
- Croatie avec une superficie plantée de 6 000 hectares
- Bulgarie avec une superficie plantée de 5 000 hectares
- Espagne avec une superficie plantée de 2 300 hectares
- Grèce avec une superficie plantée de 2 300 hectares
- Turquie avec une superficie plantée de 2 000 hectares
- Brésil avec une superficie plantée de 1 780 hectares
- Roumanie avec une superficie plantée de 1 150 hectares
- Portugal avec une superficie plantée de 1 000 hectares
- Afrique du Sud avec une superficie plantée de 590 hectares
- Australie avec une superficie plantée de 590 hectares
- Autriche avec une superficie plantée de 150 hectares
- Allemagne avec une superficie plantée de 80 hectares
- Argentine avec une superficie plantée de 10 hectares

soit un total mondial d'environ 45 000 hectares.

## Caractères ampélographiques
- Extrémité du jeune rameau duveteux blanc à liseré carminé.
- Jeunes feuilles aranéeuses, brillantes et très bronzées.
- Feuilles adultes à cinq lobes à sinus latéraux supérieurs profond et très étroits, avec un sinus pétilaire fermé à bords parallèles, des dents anguleuses, en deux séries, très étroites, un limbe glabre avec les nervures pubescentes.

## Aptitudes culturales
Ce cépage débourre précocement et sa maturité est de deuxième époque : 2 semaines et demie après le chasselas.
C'est un cépage moyennement vigoureux. Son débourrement précoce l'expose aux gelées printanières. Il est très sensible au court-noué, à l'oïdium, au mildiou, à la pourriture grise, aux vers de la grappe et aux guêpes.

## Potentiel technologique
Les grappes et les baies sont de taille moyenne. La grappe est cylindrique, longue, étroite et compacte. La chair des baies est ferme, juteuse, très sucrée. Le cépage possède une saveur aromatique musquée.

## Synonymes

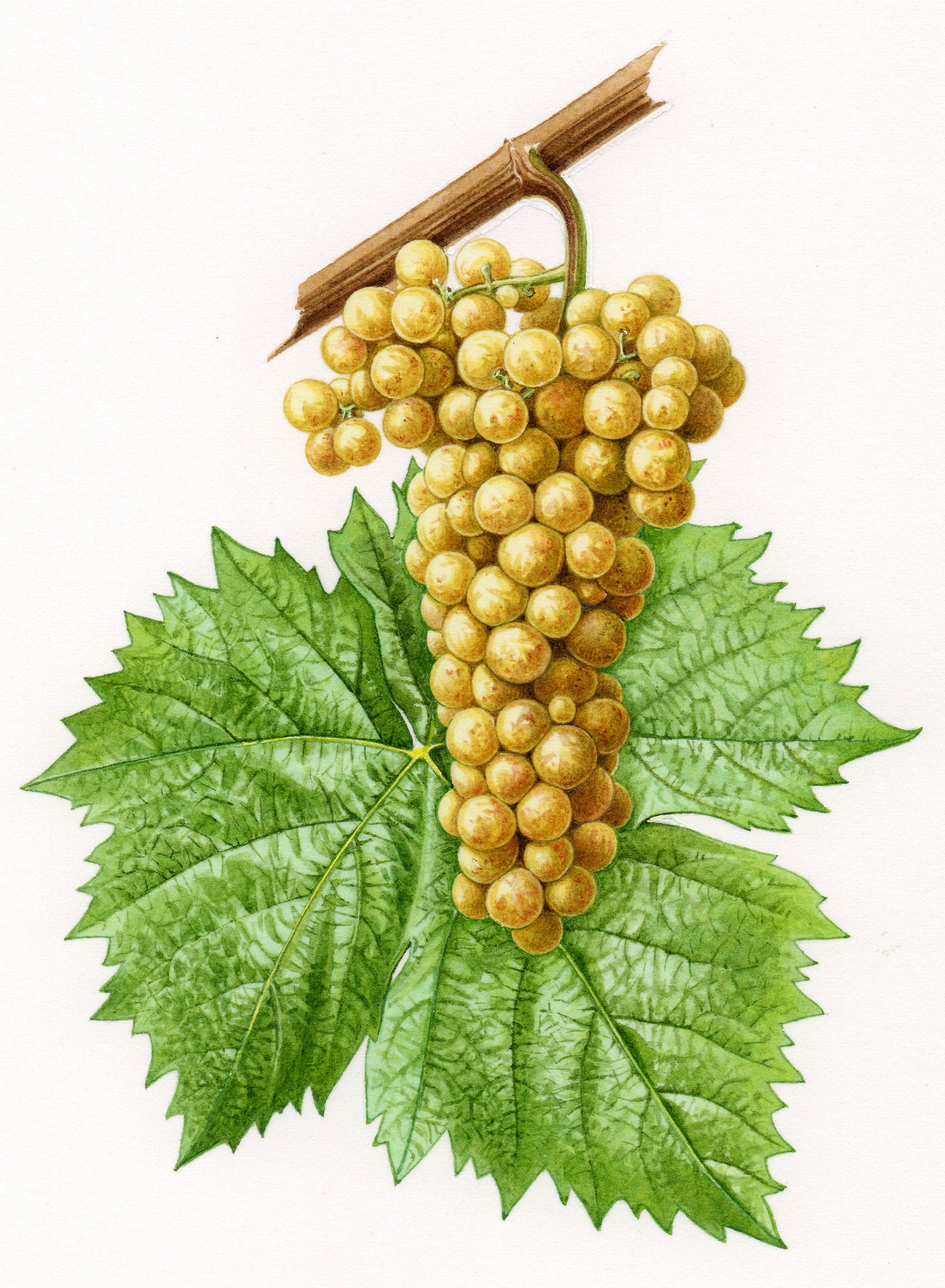
Grappe et feuille de muscat de Frontignan (synonyme).

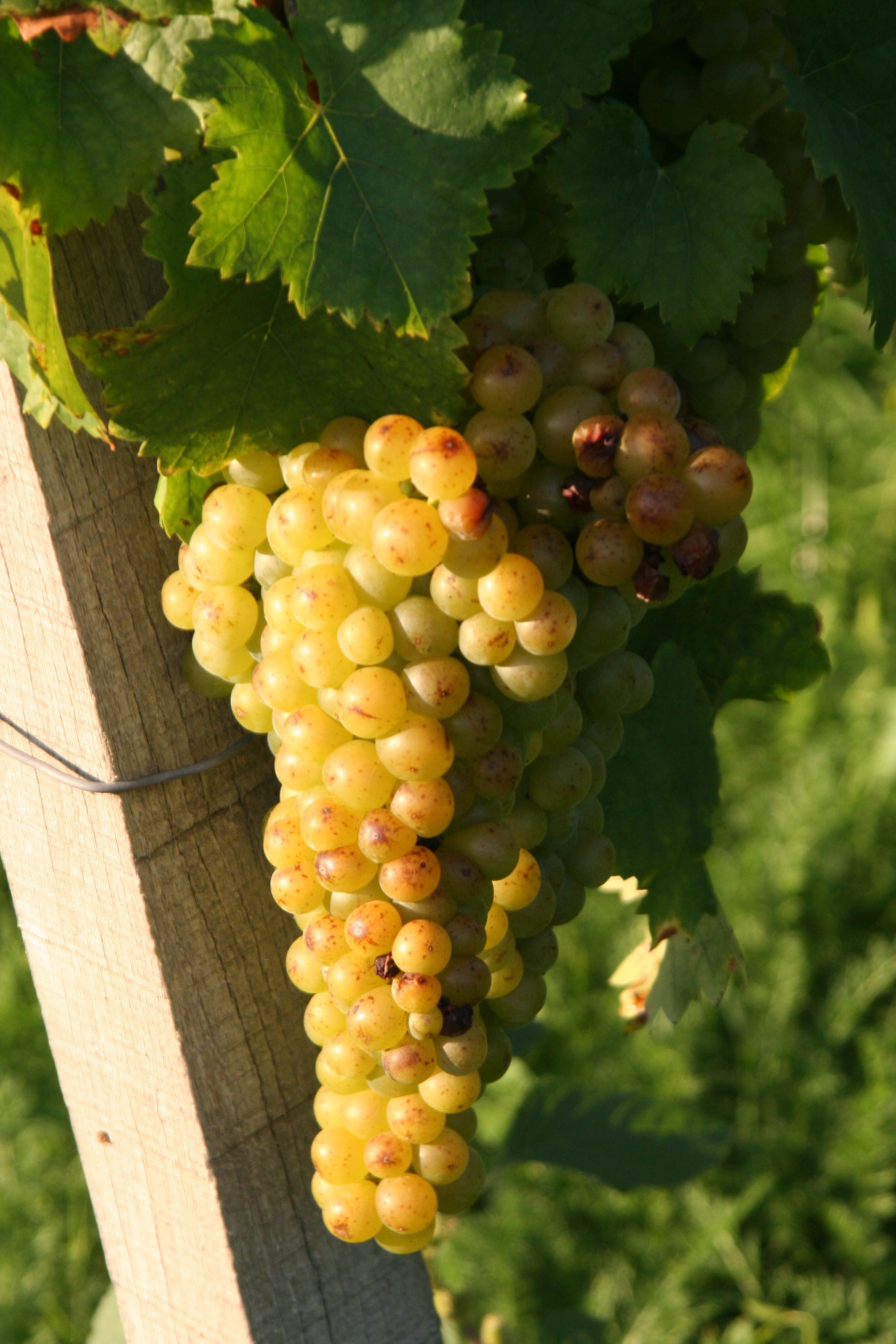
Grappe de muscat blanc à petits grains.

Le muscat blanc à petits grains est aussi connu sous les noms suivants : 
- bela dinka
- beli muskat
- bily muskatel
- blanche douse
- brown muscat
- franczier veros muscatel
- frontignac
- Gelber Muskateller
- Gelber Weihrauch
- Katzendreckler
- moscata bianca
- moscatel branco
- moscatel castellano
- moscatel commun
- moscatel de bago muido
- moscatel de grano menudo
- moscatel de grano pequeno
- moscatel do Douro
- moscatel fino
- moscatel galego
- moscatel menudo blanco
- moscatel morisco
- moscatel nunes
- moscatello bianco
- moscato bianco commune
- moscato d'Asti
- moscato del Colli Euganei
- moscato di Canelli
- moscato di Montalcino
- moscato di Sardegna
- moscato di Trani
- moscatofilo
- moschato
- moschato aspro
- moschato leuko ou moschato lefko
- moschato samou
- moschoudi
- moschoudi proimo
- moscovitza
- muscat blanc
- muscat blanc commun
- muscat blanc du Valais
- muscat d'Alsace
- muscat de Beaumes-de-Venise
- muscat de Die
- muscat de Frontignan
- muscat de Lunel
- muscat de Samos
- muscat psilo
- muscat quadrat
- muskat beli
- muskuti
- tamaioza
- tamianka
- tamjanika
- tamjanka
- uva de Cheiro
- uva moscatello
- weihrauch
- weiße muskattraube
- weißer muskateller
- white frontignan
- zoruna